# Kipra, Varna
Kipra (în bulgară Кипра) este un sat în comuna Devnea, regiunea Varna,  Bulgaria. 

## Demografie
Componența etnică a satului Kipra
     Bulgari (96,06%)
     Nicio identificare (1,96%)
     Altele (1,96%)
La recensământul din 2011, populația satului Kipra era de 407 locuitori. Din punct de vedere etnic, majoritatea locuitorilor (96,06%) erau bulgari. Pentru 1,96% din locuitori nu este cunoscută apartenența etnică.